# Laguna de Cajititlán
La Laguna de Cajititlán formó parte del gran lago del estado de Jalisco en México. Se encuentra en el municipio de Tlajomulco de Zúñiga en la zona metropolitana a 25 minutos del periférico de Guadalajara por la carretera a Chapala.
El significado del nombre de Cajititlán proviene de su raíz náhuatl "Caxitl" que significa cajete, platón, jícara o recipiente.
El lago contaba con una gran variedad de peces entre los que se encontraban, mojarra, carpa, charal, tilapia, popocha entre otras. El lago presenta una gran problema de contaminación debido a la actividad humana como el turismo, la industria y el vertido de aguas negras de las poblaciones aledañas, contiene muy pocas partes por millón de oxígeno en el fondo, bastante sedimento, una población decadente de peces y un 25% de materia orgánica.
La laguna se encuentra con una profundidad de 4.5 metros a media laguna, expandiéndose con una gran longitud, y con una gran tradición de cada pueblo aledaño a la laguna.
En Cajititlán se celebra el día de los Santos Reyes Magos, cada 6 de enero cientos de personas de todas partes del mundo vienen a ver a las figuras artesanales pasear en una lancha por la laguna de Cajititlán. El pueblo viste de reyes a sus niños, que va desde el más grande hasta el infante con barba blanca semejando a Melchor.